# Luka Mezgec
Luka Mezgec (ur. 27 czerwca 1988 w Kranju) – słoweński kolarz szosowy.

## Najważniejsze osiągnięcia
2010
- 5. miejsce w Wyścigu Solidarności i Olimpijczyków

2011
- 1. miejsce na 1. etapie Istarsko Proljeće
- 1. miejsce w Memoriale Henryka Łasaka
- 2. miejsce w GP Kranj

2012
- 5. miejsce w Five Rings of Moscow
  - 1. miejsce na 5. etapie
- 2. miejsce w Memoriale Henryka Łasaka
- 6. miejsce w Tour of Qinghai Lake
  - 1. miejsce na 2., 4., 6., 11. i 13. etapie

2013
- 1. miejsce na 5. etapie Tour of Beijing
- 2. miejsce w Halle–Ingooigem

2014
- 1. miejsce w Handzame Classic
- 1. miejsce na 1., 2. i 5 etapie Volta a Catalunya
- 1. miejsce na 21. etapie Giro d’Italia
- 1. miejsce na 1. etapie Tour of Beijing
- 2. miejsce w Kampioenschap van Vlaanderen

2015
- 1. miejsce na 2. etapie Tour du Haut-Var

2016
- 2. miejsce w mistrzostwach Słowenii (start wspólny)

2017
- 1. miejsce w mistrzostwach Słowenii (start wspólny)

2019
- 3. miejsce w Clásica de Almería
- 1. miejsce na 2. etapie Dirka po Sloveniji
  - 1. miejsce w klasyfikacji punktowej
- 1. miejsce na 2. i 5. etapie Tour de Pologne

2020
- 5. miejsce w Clásica de Almería
- 1. miejsce w klasyfikacji punktowej Tour de Pologne
- 2. miejsce w Bretagne Classic Ouest-France

2021
- 3. miejsce w mistrzostwach Słowenii (start wspólny)

2022
- 3. miejsce w mistrzostwach Słowenii (start wspólny)

2023
- 2. miejsce w mistrzostwach Słowenii (start wspólny)

## Rankingi
| Rok              | 2010 | 2011 | 2012 | 2013 | 2014 | 2015 | 2016 | 2017 | 2018 | 2019 | 2020 | 2021 | 2022 | 2023 |
| ---------------- | ---- | ---- | ---- | ---- | ---- | ---- | ---- | ---- | ---- | ---- | ---- | ---- | ---- | ---- |
| UCI World Tour   |      |      |      | 105. | 83.  | 146. | 179. | 187. | 183. |      |      |      |      |      |
| World Ranking    |      |      |      |      |      |      | 351. | 154. | 482. | 160. | 73.  | 456. | 258. | 274. |
| UCI Europe Tour  | 577. | 70.  | 34.  |      |      |      | 419. | 82.  | 825. | 132. | 60.  | 374. | 210. | -    |
| UCI Asia Tour    | -    | -    | 6.   |      |      |      | -    | -    | 305. |      |      |      |      |      |
| UCI America Tour | 53.  | -    | -    |      |      |      | -    | -    | -    |      |      |      |      |      |
|                  |      |      |      |      |      |      |      |      |      |      |      |      |      |      |
| Źródło: UCI      |      |      |      |      |      |      |      |      |      |      |      |      |      |      |